# زوران زائف
زوران زائف (مقدونی: Зоран Заев؛ زادهٔ ۸ اکتبر ۱۹۷۴) سیاست‌مدار اهل مقدونیه شمالی است.
وی از سال ۲۰۱۷ تاکنون نخست‌وزیر مقدونیه شمالی، از سال ۲۰۱۳ تا ۲۰۱۷ رهبر اپوزیسیون مقدونیه و از سال ۲۰۰۵ تا ۲۰۱۶ شهردار اشترومیکا بوده‌است.

## نگارخانه

- پرونده:Zoran Zaev & Sebastian Kurz in Skopje, 7 September 2018 (43811370014).jpg